# Phothecla
Phothecla is een geslacht van vlinders van de familie Lycaenidae, uit de onderfamilie Theclinae.

## Soorten
- P. photismos (Druce, 1907)
- P. thespia (Hewitson, 1870)